# Тувье, Поль
Поль Тувье (фр. Paul Touvier; 3 апреля 1915, Сен-Венсан-сюр-Жаброн, Прованс — Альпы — Лазурный Берег, Франция — 17 июля 1996, Иль-де-Франс, Франция) — французский коллаборационист, глава разведки вишистской милиции, активный участник и организатор депортаций евреев в лагеря смерти. С 1944 года скрывался от правосудия в отдаленных католических монастырях. Арестован в 1989 году и осужден к пожизненному заключению. Умер от рака в больнице тюрьмы Френ, департамента Валь-де-Марн.

## Биография
Поль Тувье родился в консервативной католической семье. Во время начала Второй мировой войны он служил в армии в Северной Африке, затем вернулся во Францию, где вступил в ряды вишистской милиции.
Осуждён заочно в Лионе 10 сентября 1946 года к смертной казни за государственную измену и сотрудничество с врагом. В 1947 году арестован в Париже, но бежал и скрывался в католических монастырях. В 1971 году помилован заочно президентом Франции Жоржем Помпиду, однако Тувье продолжал скрываться.
В 1973 году Лионский суд заочно обвинил Тувье в расстреле 7 французских евреев 29 июня 1944 года.
24 мая 1989 года Тувье арестован в монастыре в Ницце.
Так как по закону президент может помиловать любого, кроме виновного в преступлениях против человечества, 20 апреля 1991 года 76-летний Тувье был признан виновным именно в них, он не мог получить президентское помилование, и приговорён к пожизненному заключению.
На похороны Поля Тувье пришли около 400 человек. Отпевавший от католической церкви священник произнес оправдывающую покойного речь и посетовал на очернение его имени средствами массовой информации.

## В культуре
- Фильм режиссёра Оливье Шацки (Olivier Schatzky) 2015 года «Господин Поль» / Monsieur Paul.
- Фильм Нормана Джуисона «Приговор» 2003 года был снят под впечатлением истории Поля Тувье[6].
- Арест через 45 лет после совершения преступлений, суд над 76-летним Тувье, а также его смерть в 1996 году вызвали публикации на тему коллаборационизма и отношения к нему французов.